# U-394
| U-394                      | U-394                                                          | U-394                                                          |
| -------------------------- | -------------------------------------------------------------- | -------------------------------------------------------------- |
|                            |                                                                |                                                                |
|                            |                                                                |                                                                |
|                            |                                                                |                                                                |
| Під прапором               | Третій рейх                                                    | Третій рейх                                                    |
| Спуск на воду              | 19 червня 1943 року                                            | 19 червня 1943 року                                            |
| Виведений зі складу флоту  | 2 вересня 1944 року                                            | 2 вересня 1944 року                                            |
| Сучасний статус            | затоплений                                                     | затоплений                                                     |
| Проєкт                     |                                                                |                                                                |
| Тип ПЧ                     | Торпедний ДПЧ                                                  | Торпедний ДПЧ                                                  |
| Основні характеристики     |                                                                |                                                                |
| Швидкість (надводна)       | 17,7 вузлів                                                    | 17,7 вузлів                                                    |
| Швидкість (підводна)       | 7,6 вузлів                                                     | 7,6 вузлів                                                     |
| Робоча глибина занурення   | 100 м                                                          | 100 м                                                          |
| Гранична глибина занурення | 220 м                                                          | 220 м                                                          |
| Екіпаж                     | 44 осіб                                                        | 44 осіб                                                        |
| Розміри                    |                                                                |                                                                |
| Довжина найбільша (по КВЛ) | 67,1 м                                                         | 67,1 м                                                         |
| Ширина корпусу найб.       | 6,2 м                                                          | 6,2 м                                                          |
| Висота                     | 9,6 м                                                          | 9,6 м                                                          |
| Середня осадка (по КВЛ)    | 4,70 м                                                         | 4,70 м                                                         |
| Водотоннажність надводна   | 769 т                                                          | 769 т                                                          |
| Озброєння                  |                                                                |                                                                |
| Артилерія                  | одна палубна гармата калібру 88-мм, одна 20-мм зенітна гармата | одна палубна гармата калібру 88-мм, одна 20-мм зенітна гармата |
| Торпедно- мінне озброєння  | 4 носових і один кормовий ТА. 14 торпед                        | 4 носових і один кормовий ТА. 14 торпед                        |

U-394 — німецький підводний човен типу VIIC, часів Другої світової війни.

## Історія створення
Замовлення на будівництво човна було віддане 20 січня 1941 року. Човен був закладений на верфі суднобудівної компанії «Howaldtswerke AG» у місті Кіль 31 березня 1942 року під заводським номером 26, спущений на воду 19 червня 1943 року, 7 серпня 1943 року увійшов до складу 5-ї флотилії. Також за час служби входив до складу 1-ї та 11-ї флотилій.

## Історія служби
Човен зробив 2 бойових походи, в яких не потопив та не пошкодив жодного судна.
Потоплений 2 вересня 1944 року в Норвезькому морі південно-східніше острову Ян-Маєн (69°47′ пн. ш. 04°10′ сх. д. / 69.783° пн. ш. 4.167° сх. д.) ракетами і глибинними бомбами бомбардувальника «Свордфіш» з британського ескортного авіаносця «Віндекс», британських есмінців «Кеппель» та «Вайтхолл» і шлюпів «Мермейд» та «Пікок». Всі 50 членів екіпажу загинули.

## Командири
- Оберлейтенант-цур-зее Ернст-Гюнтер Унтергорст (7-18 серпня 1943)
- Капітан-лейтенант Вольфганг Боргер (19 серпня 1943 — 2 вересня 1944)